# Chocobo
De Chocobo is een fictief wezen lijkend op een struisvogel dat voor het eerst voorkomt in het videospel Final Fantasy II. De vogels bleken razend populair en werden al snel een kenmerk van de Final Fantasy serie.

## Uiterlijk
Grote, normaal niet vliegende vogel, die in staat is een mens te dragen. Ze vervullen min of meer de functie van paarden als last- en rijdier en paarden komen dan ook in de Final Fantasyreeks niet voor (met uitzondering van een indirecte verwijzing in Final Fantasy VII wanneer Rufus tegen Heidegger zegt dat hij zich irriteert aan zijn ´horse laugh´). 

## Geluid
De chocobo brengt een hoog piepend geluid voor dat klink als <<WARK!>> of <<KWEH!>>.

## Gedrag
Chocobo's zijn te temmen en zijn dan als vervoermiddel te gebruiken. Een chocobo kan een hechte band opbouwen met zijn baasje. Chocobo's zijn monogaam. Verder zijn ze herbivoor: hun dieet bestaat uit zogenaamde Grysahl Greens. Ze worden vaak in bossen aangetroffen hoewel ze in sommige spellen ook in holen wonen of op de vlaktes rondzwerven. Wanneer ze door de vele monsters belaagd worden kunnen ze hard wegrennen of zich eventueel verdedigen door te trappen. 

## Soorten Chocobo’s
In de spellen komen verschillende soorten chocobo´s voor, te onderscheiden naar hun kleur. Meestal kunnen de verschillende soorten verschillende gebieden doorkruisen (bijvoorbeeld over bergen of water). Sommigen zijn niet berijdbaar maar kunnen voor andere zaken worden gebruikt, bijvoorbeeld HP en MP herstel of opslag van items.
- Gele Chocobo: Komt het meest voor
- Witte Chocobo: Kan niet bereden worden.
- Zwarte Chocobo: Kan niet lopen maar wel vliegen

Bekende individuele chobo's zijn Boco uit Final Fantasy V, en zijn wijfje Coco. 